# انجمن صنفی کسب و کارهای اینترنتی
انجمن صنفی کسب و کارهای مجازی استان اصفهان از آذرماه ۱۳۹۲ براساس قانون کار - مصوب ۱۳۶۹ - و با رعایت تصویب‌نامه یاد شده، آیین‌نامه چگونگی تشکیل، حدود وظایف و اختیارات و نحوه عملکرد انجمن‌های صنفی و کانون‌های مربوط فعالیت خود را آغاز نمود.
انجمن صنفی مطابق اساس‌نامه خود موظف به سر و سامان دادن اوضاع کسب و کارهای اینترنتی می‌باشد. انجمن صنفی کسب و کارهای اینترنتی در شهر تهران فعالیت می‌کند.

## تأسیس
این سازمان با موافقت سازمان توسعه تجارت الکترونیک که در آن زمان وظیفه حمایتگری از تجارت الکترونیک را بر عهده داشت، به شرط اینکه تمام اعضای انجمن نماد اعتماد الکترونیکی برای کسب و کار خود داشته باشند، دروزارت تعاون، کار و رفاه اجتماعی ثبت گردید.

## چشم‌انداز و رسالت انجمن
انجمن کسب و کارهای اینترنتی می‌کوشد تا با ایجاد بستری مناسب برای تمامی نقش آفرینان فعال در زیست‌بوم (اکوسیستم) فناوری اطلاعات علاوه بر اینکه به حمایت کسب و کارهای فعال بپردازد، بستری حمایت گر و پویا جهت رشد شرکت‌های نوپا (استارت‌ آپ‌ها) باشد، چرا که بر این امر واقف است رشد اقتصادی کشور عزیزمان و اشتغال فرزندانمان در گرو رشد روزافزون این عرصه نهفته‌است، انجمن بر این امر اذعان دارد که حضور حمایت گر دولت در این عرصه ضامن رشد و توسعه این زیست‌بوم (اکوسیستم) است و بر خود لازم می‌داند با حضور در مجامع دولتی و قانونگذاری و با ارائه دغدغه‌ها، در نقش آفرینی دولتی مؤثر باشد؛ از سوی دیگر انجمن می‌کوشد تا با همراهی اعضای خود حامی مصرف‌کنندگان باشد تا بدین ترتیب فرهنگ نوینی که این زیست‌بوم (اکوسیستم) فراهم آورده‌است را در راستای خدمت به مردم سرزمینمان ایران استفاده نماید چرا که براستی ایشان شایسته بهترین‌ها هستند.

## اعضای هیئت مدیره
اعضای هیئت مدیره انجمن صنفی کارفرمایی کسب و کارهای اینترنتی مطابق قانون هفت نفر و ۲ نفر علی‌البدل و همچنین یک نفر بازرس و یک نفر بازرس علی‌البدل می‌باشند که برای مدت ۳ سال انتخاب می‌شوند. مطابق اساسنامه در مجمع سومین سال می‌بایست با حضور نماینده وزارت کار رای‌گیری برای انتخاب هیئت مدیره جدید انجام پذیرد.
اعضای هیئت مدیره جدید (۱۴۰۱)
- رضا شیرازی
- عادل طالبی
- محمدرضا رحمانی زنجانی
- شیما شریفی
- مجید خاکپور
- نوید معافیان

## برگزاری جشنواره وب و موبایل ایران
از دوره هشتم جشنواره وب و موبایل ایران توسط انجمن صنفی به عنوان متولی برگزار گردید. این جشنواره که امسال یازدهمین دوره آن برگزار خواهد شد رقابتی بر اساس رای مردم و هیئت داوران می‌باشد که در آن در رده‌های مختلف منتخبان وب و نرم‌افزارهای تلفن همراه برگزار می‌شود. هشتمین دوره این جشنواره توسط انجمن در کتابخانه ملی برگزار گردید.